# Pya (Birmanie)
Pour l’article homonyme, voir Pya.
Pya est un village de l'ouest de la Birmanie situé dans le canton de Mingin, dans le district de Kale, dans la région de Sagaing.